# 吸氧腐蚀
吸氧腐蚀是金属在空气中最普遍发生的一种腐蚀方式，在酸性、碱性和中性条件下都能发生作用。发生机理是由于金属表面有水分，后通过原电池原理发生作用，使得金属（如：钢铁）被空气中的氧气腐蚀，产生生锈，由于此过程中需要消耗氧气，故名为：吸氧腐蚀或者耗氧腐蚀。个条件下的机理如下：：
中性条件下：O2 + 2H+ + 4e → 2OH−
碱性条件下：O2 + 2H2O + 4e → 4OH−
酸性条件下：O2 + 4H+ + 4e → 2H2O